# Изба-читальня (сайт)
Изба-Читальня — сайт, предоставляющий услуги публикации художественных произведений.

## Описание
Литературно-художественный портал «Изба-Читальня» был создан в 2007 году и предоставляет возможность публикации литературных произведений всех жанров, в том числе и музыкальные композиции. Функционирует в тесном сотрудничестве с региональными писательскими организациями России и различными творческими союзами. «Изба-Читальня» входит в состав учредителей Общественного движения «Общероссийское движение по информативному взаимодействию субъектов литературной и общественной деятельности».  
В 2020 году включен в перечень социально значимых интернет-ресурсов России. 

## Издания
- Журнал ИЧ № 2 Хорошо там, где мы есть — ISBN 978-5-9907573-3-2
- Памяти И.Царёва. Журнал ИЧ Спецвыпуск — ISBN 978-5-9907573-0-1.